# Añover de Tajo
Añover de Tajo ist ein Ort und eine zentralspanische Gemeinde (municipio) mit 5.354 Einwohnern (Stand: 2024) in der Provinz Toledo im Norden der Autonomen Gemeinschaft Kastilien-La Mancha. 

## Lage und Klima
Añover de Tajo liegt etwa 48 km (Fahrtstrecke) südsüdwestlich von Madrid und etwa 28 km nordöstlich von Toledo in der historischen Provinz La Mancha in einer Höhe von ca. 600 m. Durch die Gemeinde verläuft der Canal de Jarama. Der Tajo begrenzt die Gemeinde im Süden und Westen. Das Klima im Winter ist rau, im Sommer dagegen trocken und warm; der spärliche Regen (ca. 451 mm/Jahr) fällt überwiegend in den Wintermonaten.

## Bevölkerungsentwicklung
| Jahr      | 1970 | 1981 | 1991 | 2001 | 2011 | 2021 |
| Einwohner | 4339 | 4290 | 4396 | 4565 | 5412 | 5202 |

Trotz der zunehmenden Mechanisierung der Landwirtschaft und der Aufgabe bäuerlicher Kleinbetriebe ist die Bevölkerung – hauptsächlich durch Zuwanderung – seit den 2000er Jahren deutlich angestiegen.

## Sehenswürdigkeiten
- Annenkirche (Iglesia de Santa Ana)
- Kapelle Unserer Lieben Frau der Einsamkeit (Ermita de la Virgen de la Soledad)
- Kapelle Unserer Lieben Frau von Vega (Ermita de la Virgen de la Vega)
- Bartholomäuskapelle (Ermita de San Bartolomé)

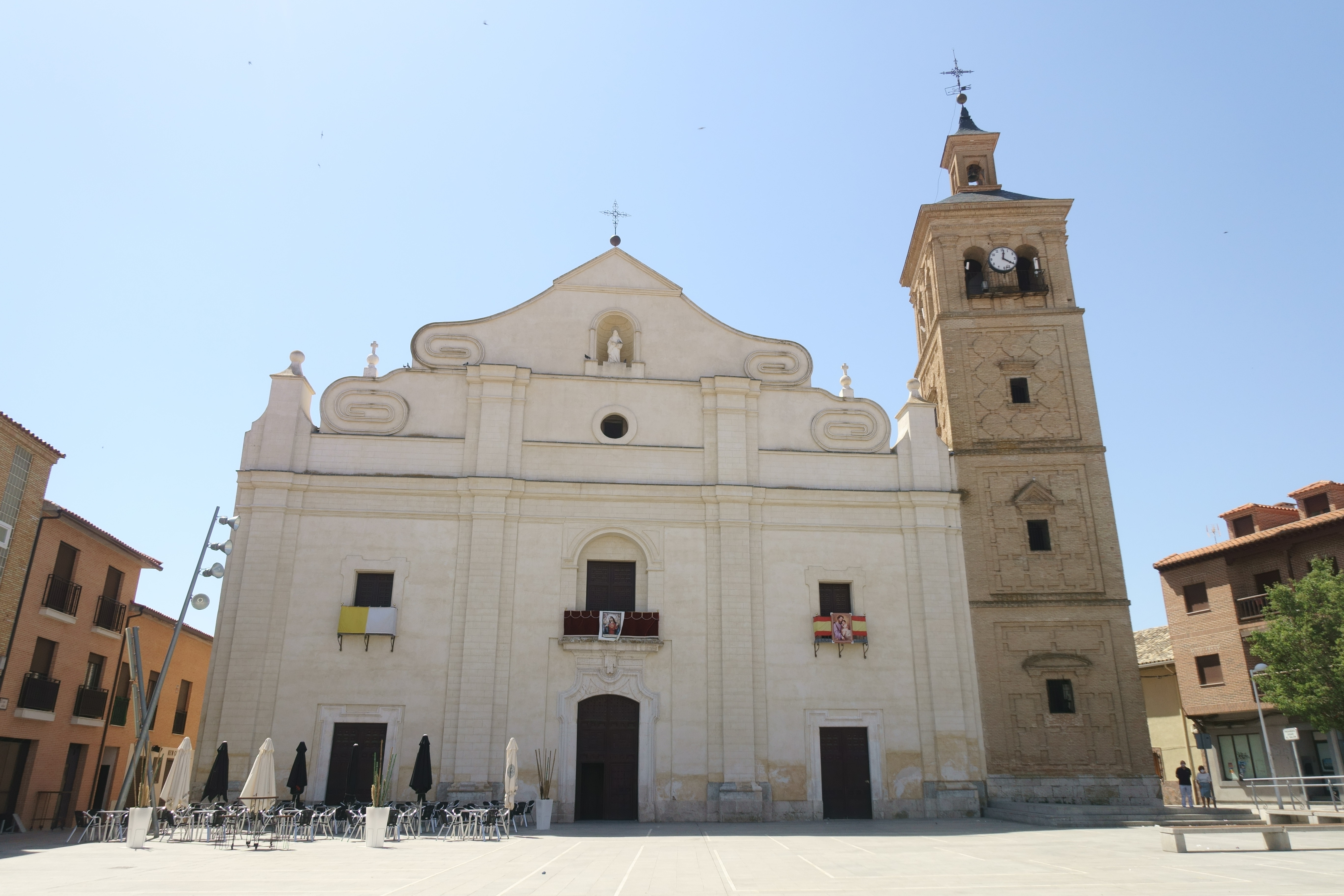
Annenkirche
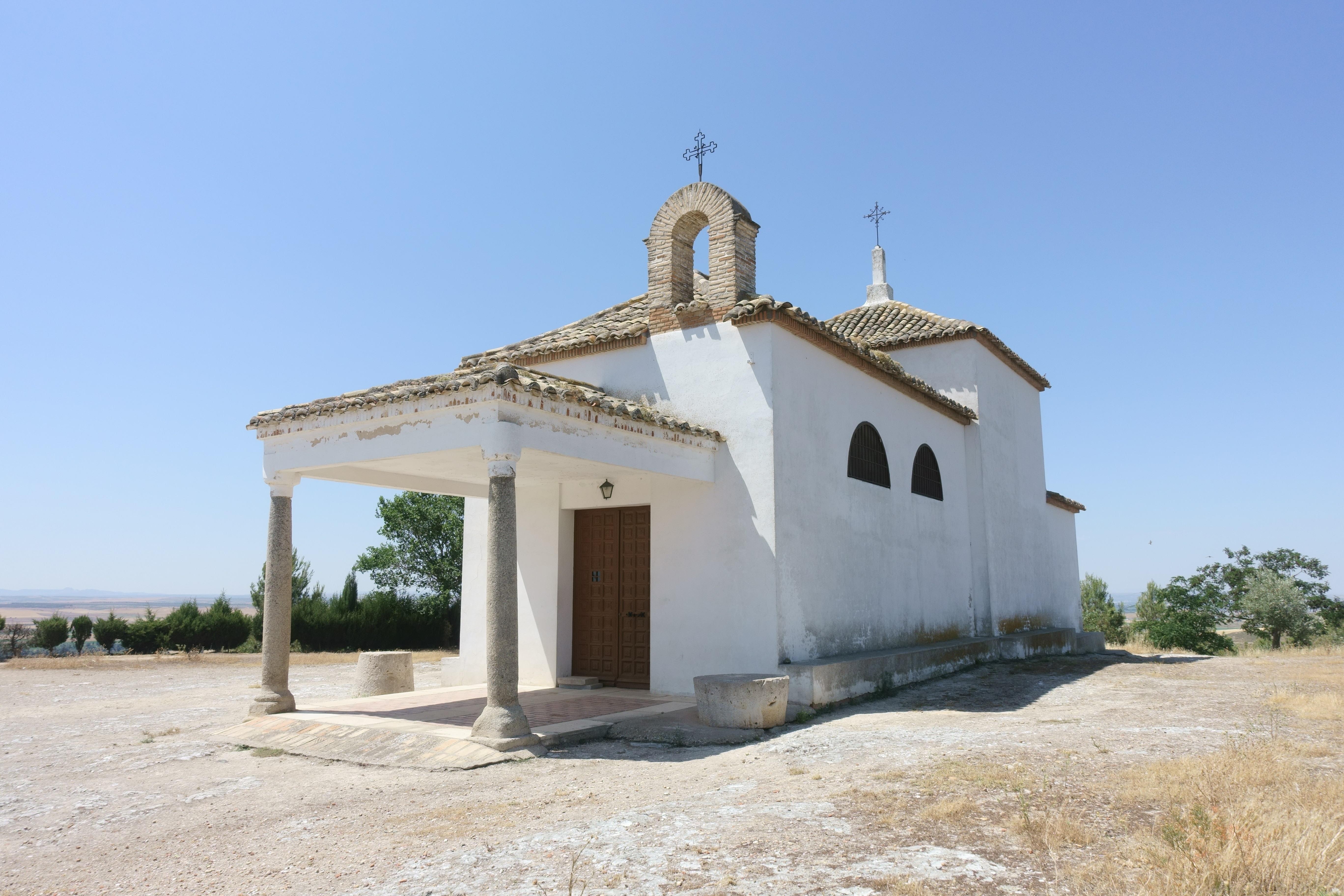
Kapelle Unserer Lieben Frau der Einsamkeit
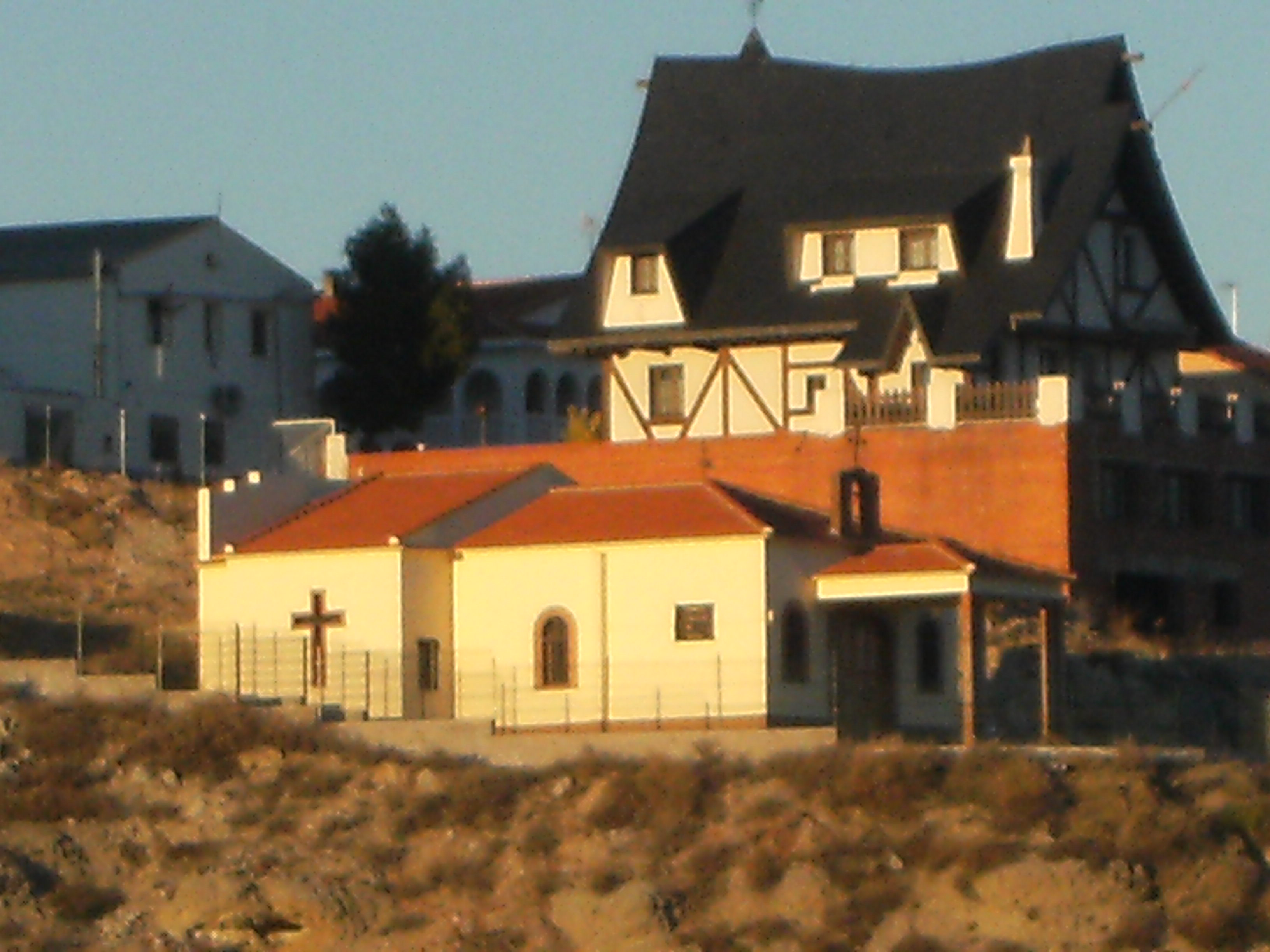
Kapelle Unserer Lieben Frau von Vega
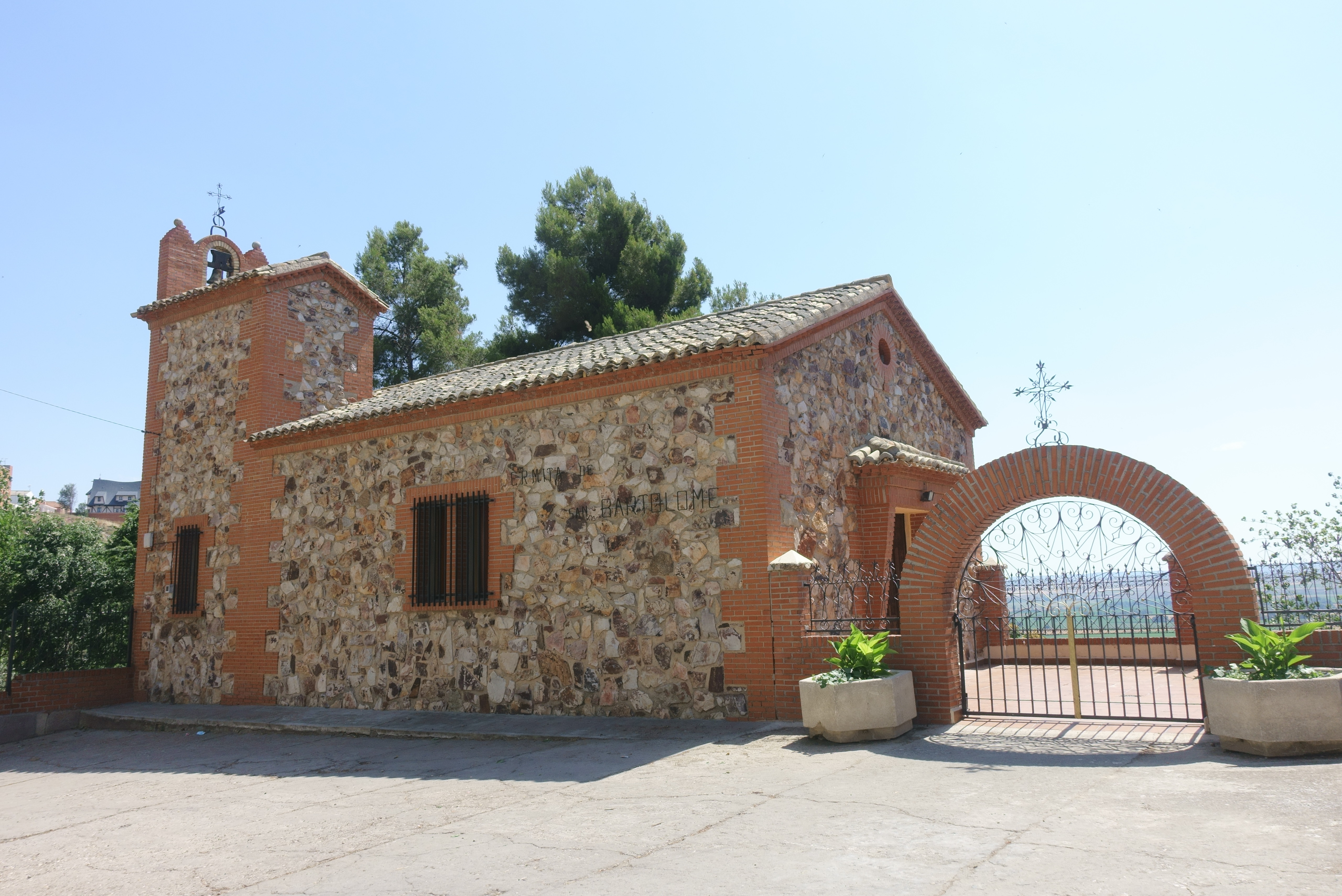
Bartholomäuskapelle
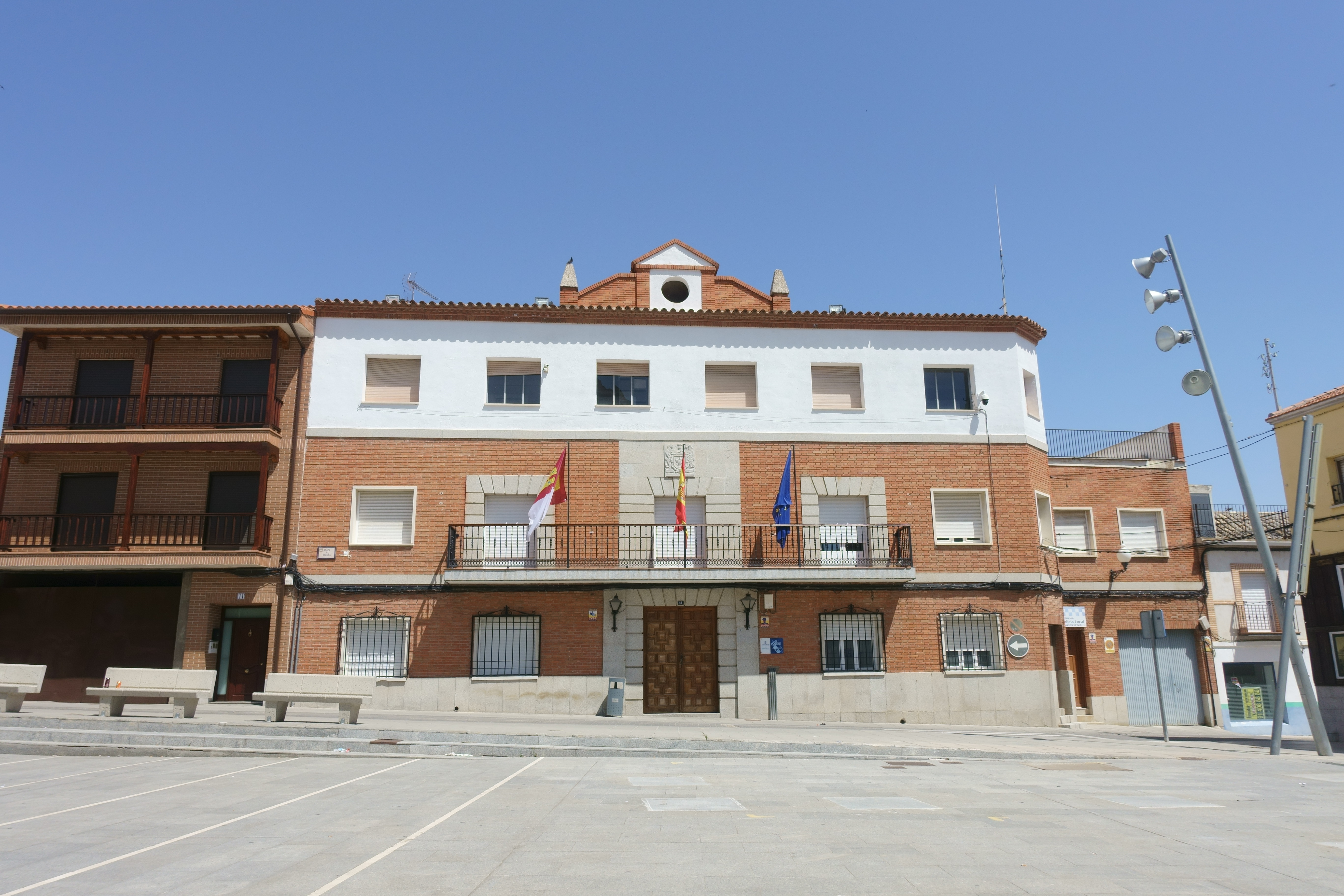
Rathaus

## Persönlichkeiten
- Casimiro Gómez Ortega (1741–1818), Arzt, Botaniker und Dichter
- Jerónima Llorente (1791–1848), Schauspielerin